# Charitopsis laticornis
Charitopsis laticornis är en stekelart som först beskrevs av Trjapitzin 1964.  Charitopsis laticornis ingår i släktet Charitopsis och familjen sköldlussteklar. Inga underarter finns listade i Catalogue of Life.